# 雷德博恩
雷德博恩（英語：Redbourn）是一個位於英格蘭赫特福德郡的小村莊和教區。它距離哈彭登約3.80公里、聖奧爾本斯約7公里和赫默爾亨普斯特德約7.37公里。根據 2011 年人口普查，該民間教區有人口 5,113 人。

## 歷史
在高速公路的另一邊是鐵器時代的 山堡遺址,叫做奧布里。其歷史可以追溯到 13 世紀。村莊的北部是羅馬寺廟群的所在地。
早在盎格魯-撒克遜時代，這個村莊就一直有人定居，並記錄在《末日审判书》中。而他們的聖堂St Mary Church則在12世紀建出來。